# Eccellenza Veneto 2016-2017
Il campionato italiano di calcio di Eccellenza regionale 2016-2017 è stato il ventiseiesimo organizzato in Italia rappresentando il quinto livello del calcio italiano Nel girone A sono stati promossi Ambrosiana e Clodiense, mentre nel girone B la Liventina.
Questi sono i gironi organizzati dal comitato regionale della regione Veneto.
Il campionato di Eccellenza Veneto è composto da 32 squadre divise in due gironi da 16 (sud-ovest, nord-est). I play-off e play-out non vengono giocati tra due squadre se il distacco è maggiore a 9 punti.

## Girone A

### Squadre partecipanti
| Club                                  | Città (provincia)                  | Stadio | Stagione 2015-2016         |
| ------------------------------------- | ---------------------------------- | ------ | -------------------------- |
| G.S. Ambrosiana                       | Sant'Ambrogio di Valpolicella (VR) |        | 7º in Eccellenza girone A  |
| U.S.C.D. Bardolino 1946               | Bardolino (VR)                     |        | 6º in Eccellenza girone A  |
| U.S. Belfiorese                       | Belfiore d'Adige (VR)              |        | 1º in Promozione girone A  |
| A.S.D. Calcio Caldiero Terme          | Caldiero (VR)                      |        | 3º in Eccellenza girone A  |
| A.S.D. Cartigliano                    | Cartigliano (VI)                   |        | 1º in Eccellenza girone B  |
| A.S.D. Cerea Calcio 1912              | Cerea (VR)                         |        | 8º in Eccellenza girone A  |
| S.S.D. Clodiense Chioggia Sottomarina | Chioggia (VE)                      |        | 19º in Serie D girone D    |
| A.S.D. Leodari Vicenza SBF            | Vicenza                            |        | 4º in Promozione girone B  |
| A.S.D. Loreo                          | Loreo (RO)                         |        | 9º in Eccellenza girone A  |
| U.S.D. Marosticense                   | Marostica (VI)                     |        | 13º in Eccellenza girone A |
| A.C.D. Oppeano                        | Oppeano (VR)                       |        | 11º in Eccellenza girone A |
| Piovese S.S.D.                        | Piove di Sacco (PD)                |        | 4º in Eccellenza girone A  |
| S.P. Pozzonovo                        | Pozzonovo (PD)                     |        | 5º in Eccellenza girone A  |
| A.C.D. Team Santa Lucia Golosine      | Verona (VR)                        |        | 12º in Eccellenza girone A |
| A.S.D. Thermal Teolo                  | Teolo (PD)                         |        | 10º in Eccellenza girone A |
| A.S.D. Villafranca Veronese           | Villafranca di Verona (VR)         |        | 17º in Serie D girone D    |

### Classifica
|  | Pos. | Squadra               | Pt | G  | V  | N  | P  | GF | GS | DR  |
|  | ---- | --------------------- | -- | -- | -- | -- | -- | -- | -- | --- |
|  | 1.   | Ambrosiana            | 69 | 30 | 21 | 6  | 3  | 62 | 19 | +43 |
|  | 2.   | Clodiense             | 67 | 30 | 21 | 4  | 5  | 58 | 22 | +36 |
|  | 3.   | Caldiero              | 55 | 30 | 15 | 10 | 5  | 49 | 27 | +22 |
|  | 3.   | Pozzonovo             | 54 | 30 | 15 | 9  | 6  | 45 | 26 | +19 |
|  | 5.   | Marosticense          | 52 | 30 | 15 | 7  | 8  | 39 | 28 | +11 |
|  | 6.   | Piovese               | 48 | 30 | 13 | 9  | 8  | 42 | 30 | +12 |
|  | 7.   | Cartigliano           | 45 | 30 | 13 | 6  | 11 | 40 | 33 | +7  |
|  | 8.   | Belfiorese            | 41 | 30 | 10 | 11 | 9  | 33 | 29 | +4  |
|  | 9.   | Leodari Vicenza SBF   | 38 | 30 | 10 | 8  | 12 | 41 | 42 | -1  |
|  | 10.  | Bardolino 1946        | 38 | 30 | 9  | 11 | 10 | 35 | 40 | -5  |
|  | 11.  | Villafranca Veronese  | 35 | 30 | 9  | 8  | 13 | 34 | 41 | -7  |
|  | 12.  | Cerea                 | 32 | 30 | 8  | 8  | 14 | 36 | 44 | -8  |
|  | 13.  | Team S.Lucia Golosine | 28 | 30 | 6  | 10 | 14 | 24 | 48 | -24 |
|  | 14.  | Oppeano               | 19 | 30 | 4  | 7  | 19 | 26 | 61 | -35 |
|  | 15.  | Loreo                 | 19 | 30 | 4  | 7  | 19 | 17 | 52 | -35 |
|  | 16.  | Thermal Teolo         | 16 | 30 | 3  | 7  | 20 | 18 | 57 | -39 |

Legenda:

      Promossa in Serie D 2017-2018

      Ammessa ai play-off nazionali.

      Retrocessa in Promozione 2017-2018 direttamente.
Note:
Tre punti a vittoria, uno a pareggio, zero a sconfitta.

## Girone B

### Squadre partecipanti
| Club                            | Città (provincia)            | Stadio | Stagione 2015-2016      |
| ------------------------------- | ---------------------------- | ------ | ----------------------- |
| U.S.D. Borgoricco               | Borgoricco (PD)              |        | 1º Promozione girone C  |
| Calcio Istrana 1964 A.S.D.      | Istrana (TV)                 |        | 6º Eccellenza girone B  |
| A.S.D. Calcio Saonara Villatora | Saonara (PD)                 |        | 11º Eccellenza girone B |
| A.S. Cornuda Crocetta 1920      | Cornuda (TV)                 |        | 9º Eccellenza girone B  |
| A.S. Favaro 1948                | Favaro Veneto (VE)           |        | 10º Promozione girone D |
| A.S.D. Giorgione Calcio 2000    | Castelfranco Veneto (TV)     |        | 19º Serie D girone C    |
| A.S.D. Liapiave                 | San Polo di Piave (TV)       |        | 5º Eccellenza girone B  |
| A.S.D. Liventina                | Motta di Livenza (TV)        |        | 17º Serie D girone C    |
| S.S.D. a r.l. F.C. Nervesa      | Nervesa della Battaglia (TV) |        | 8º Eccellenza girone B  |
| A.C.D. Portomansuè              | Mansuè e Portobuffolé (TV)   |        | 1º Promozione girone D  |
| G.S.D. Real Martellago          | Martellago (VE)              |        | 4º Eccellenza girone B  |
| A.C. Sandonà 1922               | San Donà di Piave (VE)       |        | 3º Eccellenza girone B  |
| A.C.D. Treviso                  | Treviso                      |        | 2º Eccellenza girone B  |
| A.S.D. Union Q.D.P.             | Moriago della Battaglia (TV) |        | 13º Eccellenza girone B |
| F.C. Union Pro                  | Mogliano Veneto (TV)         |        | 12º Eccellenza girone B |
| A.C. Union San Giorgio Sedico   | Sedico (BL)                  |        | 10º Eccellenza girone B |

### Classifica
|  | Pos. | Squadra                | Pt | G  | V  | N  | P  | GF | GS | DR  |
|  | ---- | ---------------------- | -- | -- | -- | -- | -- | -- | -- | --- |
|  | 1.   | Liventina              | 69 | 30 | 21 | 6  | 3  | 61 | 20 | +41 |
|  | 2.   | Union S.Giorgio Sedico | 68 | 30 | 21 | 5  | 4  | 56 | 26 | +30 |
|  | 3.   | Sandonà 1922           | 52 | 30 | 15 | 8  | 7  | 61 | 33 | +28 |
|  | 4.   | Nervesa                | 48 | 30 | 13 | 9  | 8  | 49 | 36 | +13 |
|  | 5.   | Istrana                | 46 | 30 | 12 | 10 | 8  | 49 | 37 | +12 |
|  | 6.   | Real Martellago        | 43 | 30 | 13 | 4  | 13 | 47 | 41 | +6  |
|  | 7.   | Union Pro              | 41 | 30 | 11 | 8  | 11 | 47 | 38 | +9  |
|  | 8.   | Liapiave               | 40 | 30 | 9  | 13 | 8  | 36 | 38 | -2  |
|  | 9.   | Borgoricco             | 40 | 30 | 11 | 7  | 12 | 41 | 45 | -4  |
|  | 10.  | Union Q.D.P.           | 33 | 30 | 8  | 9  | 13 | 30 | 45 | -15 |
|  | 11.  | Saonara Villatora      | 32 | 30 | 8  | 8  | 14 | 24 | 46 | -12 |
|  | 12.  | Giorgione              | 32 | 30 | 9  | 5  | 16 | 42 | 50 | -8  |
|  | 13.  | Portomansuè            | 31 | 30 | 7  | 10 | 13 | 36 | 42 | -6  |
|  | 14.  | Cornuda Crocetta       | 31 | 30 | 8  | 7  | 15 | 29 | 48 | -19 |
|  | 15.  | Favaro                 | 25 | 30 | 5  | 8  | 17 | 27 | 42 | -15 |
|  | 16.  | Treviso                | 25 | 30 | 8  | 5  | 17 | 28 | 76 | -48 |

Legenda:

      Promossa in Serie D 2017-2018

      Ammessa ai play-off nazionali.

       Retrocessa in Promozione 2017-2018 dopo i play-out.

 Va ai play-out.

      Retrocessa in Promozione 2017-2018 direttamente.
Note:
Tre punti a vittoria, uno a pareggio, zero a sconfitta.

### Spareggi

#### Play-out
|                  | Risultati |                  | Luogo e data            |
| ---------------- | --------- | ---------------- | ----------------------- |
| Portomansuè      | 2 - 1     | Cornuda Crocetta | Mansuè, 7 maggio 2017   |
| Cornuda Crocetta | 2 - 0     | Portomansuè      | Cornuda, 14 maggio 2017 |
|                  |           |                  |                         |